# Tomáš Koubek
Tomáš Koubek (Hradec Králové, 26 agosto 1992) è un calciatore ceco, portiere dello Slovan Liberec.

## Carriera

### Club
Dal 2011 al 2015 è tesserato per l'Hradec Králové col quale disputa 28 partite.
Nella sessione del calciomercato del 2015 viene acquistato dallo Sparta Praga, che lo cede per una stagione in prestito allo Slovan Liberec nel quale ha disputato 25 incontri.
Nella stagione 2016-2017 gioca per lo Sparta Praga. Durante l'incontro del 2 ottobre 2016 giocato conto il Brno, rivolge insulti sessiti alla guardalinee Lucie Ratajova, che non avrebbe segnalato un fuorigioco ed al termine della gara sostiene che le donne dovrebbero stare solo in cucina, davanti ai fornelli. Posizione rafforzata anche dal compagno di squadra Lukáš Vácha, attraverso i social network. Per tali dichiarazioni è stato deferito, con il centrocampista, agli organi di giustizia sportiva ed il club li ha puniti mandandoli ad effettuare alcune sedute di allenamento con la squadra femminile.
Per le prime quattro giornate di campionato, tiene la propria rete inviolata, subendo il primo gol il 10 settembre 2016 contro il Mladá Boleslav (2-2), dopo 402 minuti d'imbattibilità.
Il 28 agosto 2017 viene acquistato dal Rennes.
Il 6 agosto 2019 viene ceduto per 7,50 milioni di € all'Augusta. Il suo debutto nel campionato tedesco non è dei migliori: cinque gol subiti contro il Borussia Dortmund nella prima giornata.

### Nazionale
Ha partecipato agli Europei Under-21 del 2015.
Viene convocato per gli Europei 2016 in Francia.

## Statistiche

### Cronologia presenze e reti in nazionale
| Cronologia completa delle presenze e delle reti in nazionale ― Rep. Ceca | Cronologia completa delle presenze e delle reti in nazionale ― Rep. Ceca | Cronologia completa delle presenze e delle reti in nazionale ― Rep. Ceca | Cronologia completa delle presenze e delle reti in nazionale ― Rep. Ceca | Cronologia completa delle presenze e delle reti in nazionale ― Rep. Ceca | Cronologia completa delle presenze e delle reti in nazionale ― Rep. Ceca | Cronologia completa delle presenze e delle reti in nazionale ― Rep. Ceca | Cronologia completa delle presenze e delle reti in nazionale ― Rep. Ceca |
| Data                                                                     | Città                                                                    | In casa                                                                  | Risultato                                                                | Ospiti                                                                   | Competizione                                                             | Reti                                                                     | Note                                                                     |
| ------------------------------------------------------------------------ | ------------------------------------------------------------------------ | ------------------------------------------------------------------------ | ------------------------------------------------------------------------ | ------------------------------------------------------------------------ | ------------------------------------------------------------------------ | ------------------------------------------------------------------------ | ------------------------------------------------------------------------ |
| 24-3-2016                                                                | Praga                                                                    | Rep. Ceca                                                                | 0 – 1                                                                    | Scozia                                                                   | Amichevole                                                               | -1                                                                       |                                                                          |
| 27-5-2016                                                                | Kufstein                                                                 | Rep. Ceca                                                                | 6 – 0                                                                    | Malta                                                                    | Amichevole                                                               | -                                                                        | 46’                                                                      |
| 31-8-2016                                                                | Praga                                                                    | Rep. Ceca                                                                | 3 – 0                                                                    | Armenia                                                                  | Amichevole                                                               | -                                                                        | 46’                                                                      |
| 15-11-2016                                                               | Praga                                                                    | Rep. Ceca                                                                | 1 – 1                                                                    | Danimarca                                                                | Amichevole                                                               | -1                                                                       | 46’                                                                      |
| 22-3-2017                                                                | Praga                                                                    | Rep. Ceca                                                                | 3 – 0                                                                    | Lituania                                                                 | Amichevole                                                               | -                                                                        | 46’                                                                      |
| 8-10-2017                                                                | Plzen                                                                    | Rep. Ceca                                                                | 5 – 0                                                                    | San Marino                                                               | Qual. Mondiali 2018                                                      | -                                                                        |                                                                          |
| 26-3-2018                                                                | Guangxi                                                                  | Cina                                                                     | 1 – 4                                                                    | Rep. Ceca                                                                | Amichevole                                                               | -                                                                        | 46’                                                                      |
| 1-6-2018                                                                 | Sankt Pölten                                                             | Australia                                                                | 4 – 0                                                                    | Rep. Ceca                                                                | Amichevole                                                               | -4                                                                       |                                                                          |
| 10-9-2018                                                                | Rostov sul Don                                                           | Russia                                                                   | 5 – 1                                                                    | Rep. Ceca                                                                | Amichevole                                                               | -5                                                                       |                                                                          |
| 7-10-2020                                                                | Larnaca                                                                  | Cipro                                                                    | 1 – 2                                                                    | Rep. Ceca                                                                | Amichevole                                                               | -2                                                                       |                                                                          |
| 18-11-2020                                                               | Praga                                                                    | Rep. Ceca                                                                | 2 – 0                                                                    | Slovacchia                                                               | UEFA Nations League 2020-2021 - 1º turno                                 | -                                                                        | 46’                                                                      |
| 19-11-2022                                                               | Gaziantep                                                                | Turchia                                                                  | 2 – 1                                                                    | Rep. Ceca                                                                | Amichevole                                                               | -1                                                                       | 46’                                                                      |
| Totale                                                                   |                                                                          | Presenze                                                                 | 12                                                                       |                                                                          | Reti                                                                     | -14                                                                      |                                                                          |

## Palmarès
- Coppa di Francia: 1

Rennes: 2018-2019